# فلورنسا العرب
فلورنسا العرب رواية ساخرة كتبها كريستوفر باكلي ونشرت لأول مرة عام 2004 بواسطة دار راندوم هاوس للنشر. تروي الرواية قصةً موظفةٍ في وزارةِ الخارجيّة لدولة خيالية تدعى فلورنسا فارفاليتي، بينما تحاول إحقاق العدالة لدولة «مطر» الشرق أوسطيّة الخياليّة. 

## ملخص الحبكة
تثمل زوجة سفير دولة وسابيا الشرق أوسطية الخيالية، وتسرق سيارة زوجها وتقود بها خارج المجمع. وعندما تقبض عليها الشرطة، تتصل بصديقتها فلورنسا فارفاليتي، «نائبة نائب المساعد لوزير الخارجية لشؤون الشرق الأدنى» متوسلة طلبًا للجوء لتجنب العقاب القاسي. ولكن لا تتمكن فلورنسا من ترتيب طلب للجوء. 
تُعاد الزوجة إلى وسابيا وويُقطَع رأسها بسبب جريمتها. غضبا لموت صديقتها، تصيغ فلورنسا مقترحًا لإدخال شبكة تلفزيون نسائية في مطر المتحررة نسبيًا. ترفض وزارة الخارجية الاقتراح، وتعيد تعيين فلورنسا في منصب خارج البلاد. المفاجأة كانت لفلورنسا، أن موظف حكومي غامض، معروف باسم «العم سام»، يمثل وكالة مجهولة، ويبلغ فلورنسا بأن اقتراحها قد قُبل ويوافق على تمويل المهمة. 
تصل فلورنسا إلى دولة مطر وتؤسس شبكة تليفزيونية نسائية تبث في وسابيا المجاورة. تُذيع الشبكة برامج مثل "ألف صباح وصباح -"One Thousand and One Mornings,"، والتي تتميز بشخصيات أنثوية تتغلب على مضطهديها وتسخر من الرجال. كان للبرنامج أثر فعّال في اندلاع انتفاضة نسائيّة في دولة مطر. 
تُسجن فلورنسا، ولكن يجري إطلاق سراحها وإعادتها إلى الولايات المتحدة. بعد عودتها، تكتشف فلورنسا أن عملها لم يمول من الحكومة الأمريكيّة إطلاقًا، بل من مجموعة والدروف وهي شركة الأسهم الخاصة التي تريد منع التطرف في وسابيا للمساعدة في تأمين تدفق الأرباح.
تشعر فلورنسا بالغضب جراء عملها مع المصرفيين طوال هذا الوقت، ولكن هي سعيدة لأن عملها أدى إلى تحسين وضع حقوق المرأة في وسابيا. 
قال لها رئيسٌ سابق، وهو عضو في مجلس إدارة مجموعة والدورف، «بطريقةٍ أو بأخرى كلنا نعمل لصالح المصرفيين الاستثماريين يا فلورنسا.»

## موضوعات للنقد الساخر
تدور أحداث الرواية في دولة مطر الخيالية، وهي دولة شرق أوسطيّة خليجية متطورة إلى حدٍ ما، مشابهة لدولة قطر في الواقع. وتشير الدولة المجاورة «وسابيا» إلى المملكة العربية السعودية، ويشيراسم الدولة في الواقع إلى الوهابية، وهي واحدة من أكثر أشكال الاسلام محافظة، تنتقد الرواية الطريقة التي تعامل بها وسابيا نسائها.
كتب محرر صحيفة واشنطن بوست ساخرًا من دولة وسابيا الخيالية: «إن قوتها القمعيّة مدعومة من خلال الاتصالات المثلى مع المؤسسة الأمريكية التي دعمها أمير ساذج خلال فترته الطويلة عندما كان سفيرًا لها في واشنطن. نظام وسابيا القانوني يشبه أنظمة العصور الوسطى، ومن بين أمور أُخرى، فهو يُخضِع ويُهين وينتهك النساء، وكذلك يعدمهن لارتكابهن الرذائل مثل الملاطفة. بالطبع هذه أرض خياليّة تماما، وسخيفة جدَا لتمثل واقعًا حقيقيًا لأية دولة.» 
يشير اسم شركة «مجموعة والدورف» إلى «مجموعة كارلايل».
تُعد الرواية من أوائل الأعمال التي تسخر من الإرهاب وجماعات التطرف الإسلامي والذي لم يعد موضوع سخرية بعد أحداث الحادي عشر من أيلول. ويصوّر الكتاب السياسة الخارجية الأمريكية على أنها مساهمة في هذه المشاكل.

## النشر
نُشرت القصة لأول مرة في مقتطفين طويلين في عددي أيلول وتشرين الأول لمجلة The Atlantic الشهرية . نُشر الكتاب بغلاف مقوى في الرابع عشر من أيلول عام 2004. 
عنوان الرواية مستمد من "لورنس العرب" وهو اسم مشهور لضابط في الجيش البريطاني اسمه توماس إدوارد لورنس عُرف لإسهاماته في منطقة الشرق الأوسط خاصة كحلقة وصل خلال الثورة العربية 1916-1918، انهى بكلي كتابة الرواية في 19 أيار عام 2004 والذي يوافق ذكرى وفاة لورنس. صاغ نويل كوارد مصطلح "فلورنسا العرب" لأول مرة والذي أخبر بيتر أوتول (الذي لعب دور لورنس في فيلم لورنس العرب) " إذا كنت أجمل من ذلك، لكان الاسم فلورنسا العرب." "
كتبت الرواية تكريما لفيرن هولاند التي وصفها بكلي «بلفلورنسا العرب الحقيقية.» وهولاند هي محامية تبلغ 33 عامًا عملت لصالح سلطة الائتلاف المؤقتة في العراق. في التاسع من آذار عام 2004 قتلت هولاند بسبب عملها الذي يتولى حقوق النساء. كان كل من هولاند وروبرت ج. زانغاس (عامل إغاثة أمريكي آخر) وسلوى عماشي من أوئل المدنيين الذين قتلوا لعملهم مع سلطة الاحتلال.

## الفيلم المقتبس
صرحت مجلة فاريتي في 28 تموز من عام 2009 أن تشارليز ثيرون ستقوم بإنتاج وتمثيل دور فلورنسا في فيلم مقتبس من الكتاب. وكان من المقرر أن يقوم بكتابة النص دين كريج.

## روابط خارجية
- الدفعة الأولى في The Atlantic الشهرية
- الدفعة الثانية في The Atlantic الشهرية